# Giro del Veneto 2003
Il Giro del Veneto 2003, settantacinquesima edizione della corsa, si svolse il 23 agosto 2003 su un percorso di 199,7 km. La vittoria fu appannaggio dell'italiano Cristian Moreni, che completò il percorso in 4h56'56", precedendo i connazionali Michele Bartoli e Danilo Di Luca.
Sul traguardo di Padova 71 ciclisti, su 117 partiti dalla medesima località, portarono a termine la competizione.

## Ordine d'arrivo (Top 10)
| Pos. | Corridore            | Squadra               | Tempo    |
| ---- | -------------------- | --------------------- | -------- |
| 1    | Cristian Moreni      | Alessio-Bianchi       | 4h56'56" |
| 2    | Michele Bartoli      | Fassa Bortolo         | s.t.     |
| 3    | Danilo Di Luca       | Saeco                 | s.t.     |
| 4    | Oscar Camenzind      | Phonak                | s.t.     |
| 5    | Massimiliano Gentili | Dom. Vacanze-Elitron  | s.t.     |
| 6    | Ivan Basso           | Fassa Bortolo         | s.t.     |
| 7    | Andrea Masciarelli   | Vini Caldirola-So.Di. | s.t.     |
| 8    | Martin Hvastija      | Tenax-Garda Calze     | a 1"     |
| 9    | Alessandro Bertolini | Alessio-Bianchi       | a 34"    |
| 10   | Eddy Mazzoleni       | Vini Caldirola-So.Di. | s.t.     |